# メトロノーム (國府田マリ子のアルバム)
『メトロノーム』は、國府田マリ子の11枚目のアルバム。2005年2月2日、キングレコードより発売。

## 解説
- 國府田マリ子11枚目のアルバム。

## 収録曲
| 全作詞: 國府田マリ子。 |                          |              |                    |          |
| #                      | タイトル                 | 作詞         | 作曲               | 編曲     |
| 1.                     | 「粉雪 恋星」            | 國府田マリ子 | 中村修司           | 中村修司 |
| 2.                     | 「君がいる空」           | 國府田マリ子 | 井上うに           | 井上うに |
| 3.                     | 「みんなでうた」         | 國府田マリ子 | 中村修司・田中直樹 | 中村修司 |
| 4.                     | 「タイムカプセル」       | 國府田マリ子 | 中村修司           | 中村修司 |
| 5.                     | 「NEWS 200X」            | 國府田マリ子 | 井上うに           | 井上うに |
| 6.                     | 「癒えない傷の甘い匂い」 | 國府田マリ子 | 中村修司・田中直樹 | 中村修司 |
| 7.                     | 「告白」                 | 國府田マリ子 | 中村修司・田中直樹 | 中村修司 |
| 8.                     | 「おやすみをいわせて」   | 國府田マリ子 | 井上うに           | 井上うに |
| 9.                     | 「シンジュ」             | 國府田マリ子 | 井上うに           | 井上うに |
| 10.                    | 「Clear」                | 國府田マリ子 | 井上うに           | 井上うに |